# Platynus umbrae
Platynus umbrae är en skalbaggsart som beskrevs av Thomas Casey. Platynus umbrae ingår i släktet Platynus och familjen jordlöpare. Inga underarter finns listade i Catalogue of Life.